# Christian Lagant
Christian Lagant, né le 1er juin 1926 dans le 8e arrondissement de Paris et retrouvé mort dans son appartement du 18e arrondissement de Paris le 5 décembre 1978 par suicide, est un militant communiste libertaire, membre de la Fédération anarchiste de 1950 à 1953, puis de la Fédération communiste libertaire de 1953 à 1955, avant d'être un des fondateurs, en mars 1956, au sein des Groupes Anarchistes d’Action Révolutionnaire, de la revue Noir et Rouge.

## Biographie
De profession, il est correcteur dans l’imprimerie de labeur et syndiqué à la Confédération générale du travail (Syndicat du Livre).
Après un passage par le surréalisme et le mouvement des Auberges de Jeunesse, il milite à Paris dans le groupe du 18e arrondissement de la Fédération anarchiste et collabore par ses textes et ses dessins au Libertaire.
Lors de la scission de 1953, il intègre la nouvelle Fédération Communiste Libertaire (FCL), mais se sépare de Georges Fontenis sur la question de la participation aux élections.
En 1955, il participe à la création des Groupes Anarchistes d'Action Révolutionnaires (GAAR) et collabore activement durant une quinzaine d'années à la revue Noir et Rouge dont il est le directeur de la publication.
Il est également espérantiste.

## Publications
- Notes sur la composition sociale, l'évolution, du mouvement libertaire de 1950 à nos jours, dans Composition sociale du mouvement anarchiste, Centre international de recherches sur l'anarchisme (Lausanne), 1972, notice
- « La liberté ou la mort, etc. », affiche pour la revue Critique anarchiste.